# Unter St. Veit (metropolitana di Vienna)
Unter St. Veit è una stazione della linea U4 della metropolitana di Vienna. Si trova nel 13º distretto nella zona dell'antico borgo di Unter Sankt Veit oggi inglobato nell'area urbana di Baumgarten.

## Descrizione
La stazione è situata parallelamente al corso del fiume Wien. Fu completata nell'ottobre 1896 ed entrò in servizio il 1º giugno 1898 come fermata della Stadtbahn, la ferrovia urbana servita da treni a vapore. Si trovava sul percorso della  Obere Wientallinie che collegava la stazione di Vienna Hütteldorf con la stazione di Meidling Hauptstraße. Originariamente era denominata Unter St. Veit-Baumgarten. A partire dal 1925 fu servita dalla Stadtbahn elettrificata.
La stazione fu completamente distrutta il 21 febbraio 1945 durante uno dei bombardamenti della seconda guerra mondiale, con la conseguente perdita della struttura originale progettata da Otto Wagner e rimase quindi inutilizzabile fino al 1947, quando venne ricostruita sulle fondazioni della vecchia struttura ma con un'architettura semplificata. A partire dal 1962 la stazione ha assunto la denominazione attuale, senza il suffisso Baumgarten. Tra la fine degli anni settanta e l'inizio degli anni ottanta la stazione fu radicalmente ristrutturata per la riconversione in stazione di metropolitana. L'entrata in servizio è avvenuta il 20 dicembre 1981.
La stazione è a cielo aperto e ai treni si accede da banchine laterali, una per ciascun senso di marcia.

## Ingressi
- Hietzinger Kai